# Abertura econômica da China
A Abertura Econômica da China (República Popular da China) se deu a partir de 1976 quando Mao Tse-Tung morreu e Deng Xiaoping conquistou o poder político. Reforma e abertura (改革开放) foi lançada oficialmente no final de 1978 durante o período "Boluan Fanzheng". As reformas estagnaram após o Massacre da Praça da Paz Celestial em 1989, mas foram revividas em 1992 após a viagem de Deng Xiaoping ao sul. As mudanças praticadas por este governo, que vão até o final dos anos de 1990, tiveram um caráter mais econômico do que político, rumo à conquista da mística chinesa de se considerarem culturalmente como o "Império do Meio" ou "o país que está no centro do planeta Terra", o que corresponderia a uma suposta posição de serem a "única superpotência econômica, política, tecnológica, social e cultural do mundo".
Para a compreensão deste importante momento chinês, é preciso retomar e entender todo processo histórico-geográfico ocorrido neste território desde a segunda metade do século XIX até os dias atuais. Sem desvalorizar o processo de expansão geográfica da Manchúria (China original) e suas conquistas territoriais, alcançadas pelas Grandes Dinastias dos séculos passados, o período entre 1860 a 2008, merece uma atenção maior em razão da intensidade dos impactos geográficos causados pelas transformações políticas e econômicas as quais a China viveu.
Por isso, cabe analisar, num primeiro momento, os seguintes períodos de reorganização do espaço geográfico, ou ciclos econômicos e políticos, praticados pelos seguintes governos: Sun Yat-Sen (1905), Chiang Kai-Shek (1921), Mao Tse-Tung (1949), Deng Xiaoping (1976) Jiang Zemin (1997), Hu Jintao (2002). e o atual secretário-geral Xi Jinping (2013).
Num segundo momento, cabe ressaltar que os aspectos naturais jamais podem ser descartados. Quando estudados como um todo e segundo uma regionalização em China Ocidental e Oriental, as características dos climas, do perfil do relevo, dos tipos de vegetações e solos, da hidrografia e da pluviosidade, tornam-se fundamentais para uma análise geográfica mais apurada.
Tais aspectos, humanos e naturais, quando inter-relacionados, tornam-se decisivos para a compreensão da realidade chinesa, pois permitem, entre outras questões, a justificativa da localização e distribuição da população, das áreas invadidas e anexadas, das áreas em litígio, da localização das grandes cidades, da prática da rizicultura, do cultivo da cana-de-açúcar e, por fim, facilita ao entendimento das transformações ambientais de forma a revelar os impactos positivos e negativos - como a situação da drástica erosão dos solos e outros impactos negativos provocados por ações equivocadas tomadas pelos últimos seis governantes deste gigantesco país.

## Período Sun Yat-Sen
A China continental ou "a Terra do Meio ou Centro do mundo", como diz o significado da palavra China, é um território que possui uma civilização milenar (mais de 4 mil anos de história). Durante o século XIX, recebeu uma forte interferência das principais potências industrializadas e imperialistas da Europa Ocidental (Reino Unido, França, Alemanha, Itália e também dos Estados Unidos da América, sem descartar a Rússia e Portugal no século XVI).
A presença destas potências incomodava uma pequena parcela da já então gigante população chinesa em virtude de ameaças à soberania das classes dominantes rurais, em um momento em que havia uma China com estruturas semifeudais baseadas em princípios do confucionismo .
Consequentemente, o descontentamento se popularizou e um grupo de estudantes, filhos de grandes membros da classe dominante rural, se organizou e fundou, em 1905, um partido político que defendia os supostos interesses da nação, da cultura e dos ideais chineses e que condenava a presença das tais potências industrializadas. Sun Yat-Sen conseguiu fundar o Partido Nacionalista Chinês, conhecido por Kuomintang, e passou a defender a formação de um Estado-Nação chinês com interesses imperialistas e capitalistas, uma vez que o Japão, grande rival, já demonstrava, por meio da Era Meiji, o seu planejamento capitalista expansionista para abrir a economia ao mundo ocidental.
Por uma questão de concorrência, o governo de Sun Yat-Sen apontava para uma China pseudocapitalista aliada diretamente com os países ocidentais. O mesmo esboçou um investimento maciço em infraestrutura, criou um mercado consumidor interno e induziu a proclamação da república, mas não a conseguiu em razão de ter sofrido inúmeras críticas feitas por membros do seu próprio partido. A abertura econômica precisa ser entendida como um processo histórico-geográfico interligado a contextos econômicos e políticos que ocorreram em diferentes momentos no planeta.

## Período Chiang Kai-shek
Diante de uma série de críticas, a pressão política aumentava e um dos críticos era Chiang Kai-shek, chefe da Academia Militar do Kuomitang. Em 1923  o líder do Kuomitang, Sun Yat-sen, requisita apoio do Comintern para reorganização partidária e passa a contar com assistência logística e militar da União Soviética e leva o Kuomitang se unir ao Partido Comunista Chinês na Primeira Frente Unida. Os dois partidos unem-se para governar, com mais apoio, a China rumo a uma estruturação de caráter capitalista. Porém, este governo bipartidário também não conseguiu proporcionar melhorias na qualidade de vida da população rural, que continuava a se rebelar contra a interferência dos países europeus ocidentais e dos poderosos senhores da guerra chineses.
Em abril de1927, os setores mais à direita e conservadores do Kuomitang lançaram o que ficou conhecido como o Massacre de Xangai, assassinando os membros da ala à esquerda do Kuomitang e os comunistas de Xangai e depois fazendo o mesmo em outras cidades chinesas. Esses acontecimentos levaram a e eclosão da primeira fase da Guerra Civil Chinesa, de 1927 a 1937, entre os comunistas chineses e o Kuomitang. Nem mesmo coma invasão japonesa na Manchúria em 1931 e a formação do governo fantoche de Manchukuo fez com a guerra civil fosse paralisada. Só a partir do Incidente de Xian, em 1936, levou a formação da Segunda Frente Unida na Segunda Guerra Sino-japonesa. Com a derrota do Japão na Segunda Guerra Mundial, a aliança da Segunda Frente Unida foi desfeita e a Guerra Civil teve reinício. Mesmo contando com apoio dos Estados Unidos o governo de Chiang Kai-Chek não foi suficiente para fazer frente ao Exército de Libertação Popular do Partido Comunista Chinês, já sob liderança de Mao Tsé-Tung, que conquistaram todo o terrítório chinês Revolução Chinesa em 1949 e assumiram o controle do país organizado pelo Partido Comunista da China, enquanto Chiang Kai-Shek e seus milhares de partidários do Kuomitang se retiraram para a ilha de Taiwan.

## Período Mao Tse-Tung
Em 1949, Mao Tse-Tung passou a ser o timoneiro da então recém-proclamada, por ele, República Popular da China. Por meio da implantação de um regime socialista com o apoio do Partido Comunista Chinês, decretou que o Estado chinês controlaria todos os meios de produção (rurais e urbanos), além de determinar a existência das fazendas coletivas ou comunas populares estatais. Até certo período, com o apoio dos soviéticos, investiu muito na indústria de base, infraestrutura e defesa. Seu grande objetivo foi o de controlar a economia, a política, a tecnologia, as forças armadas e todos os recursos naturais disponíveis no território invadido e administrado por Pequim.
Suas dificuldades foram relacionadas ao fato de que, com um modelo econômico e político rígido, o país continuou a ter baixa produtividade e pouca competitividade no mercado externo. A partir de 1960, enfrentou várias manifestações de estudantes chineses descontentes com as dificuldades econômicas e tecnológicas  do país. Entre 1966 a 1976, ano de sua morte, Mao Tse-Tung, impôs um conjunto de regras totalitárias resumidas em um livro denominado como o "Livro Vermelho". Para fazer cumprir estas regras, surgiu a "guarda vermelha", que forçou  o fechamento de escolas e universidades por diversos anos, e milhões de professores foram criticados publicamente por não seguirem a revolução cultural.
Entre as diversas imposições, os princípios apresentados no Livro Vermelho, ajudaram a isolar o país do mundo e inclusive da própria União das Repúblicas Socialistas Soviéticas - URSS, por causa da luta pela hegemonia nuclear no bloco socialista durante a Guerra Fria.
Cabe ressaltar que, em 1972, a China ingressava no Conselho de Segurança das Nações Unidas com o apoio do presidente dos Estados Unidos da América Richard Nixon. Desde então, alguns políticos chineses começaram a olhar de forma diferente para o mundo ocidental. Diante de um contexto de Guerra Fria, o governo chinês vê Taiwan (República da China, capitalista) se retirar do Conselho de Segurança da ONU e se afastar mais ainda da China continental de Mao Tse-Tung.
"Isolada política, cultural e economicamente do mundo", a China chegava ao fim de mais um ciclo devido à morte de seu general Mao Tse-Tung em 1976. Um país populoso repleto de problemas sociais como a falta de infraestrutura, o analfabetismo e séria deficiência tecnológica. É neste contexto que Deng Xiaoping assume o comando.

## Início da Reformas e Abertura com Deng Xiao Ping

Crescimento do PIB nominal chinês de 1952 a 2000. Note o rápido crescimento desde a década de 1980.

A partir de 1978, com a substituição de Hua Guofeng pelo aliado de Deng Xiaoping, Hu Yaobang, para Secretário-geral do Partido Comunista Chinês tiveram início as reformas econômicas na China, que desde então apresenta uma das taxas mais elevadas de crescimento econômico. Com Deng Xiaoping como Líder Supremo da China e um aliado na Secretária-geral a China conseguiu reorganizar a geografia após os anos tumultados de Revolução Cultural. Seu grande objetivo foi o de abrir a economia chinesa mas controlando efetivamente as decisões por meio da forte intervenção do Estado, sem democracia. Para entrar na competição entre o período do "milagre econômico japonês" e do supercrescimento apresentado pelos países denominados como "Tigres Asiáticos", seus vizinhos geográficos. Esta China realizou inúmeras privatizações, permitindo a entrada controlada de capital estrangeiro, elaborando seu plano para o desenvolvimento econômico ou o "Reforma e Abertura" a partir da fundação das Zonas Econômicas Especiais (ZEE's) na faixa litorânea leste. Aproveitando as condições geográficas, Deng tratou de atrair o capital externo e estatal, nos seguintes setores internos:
- Agricultura;
- Indústria de base;
- Indústria bélica;
- Tecnologia e Ciência;

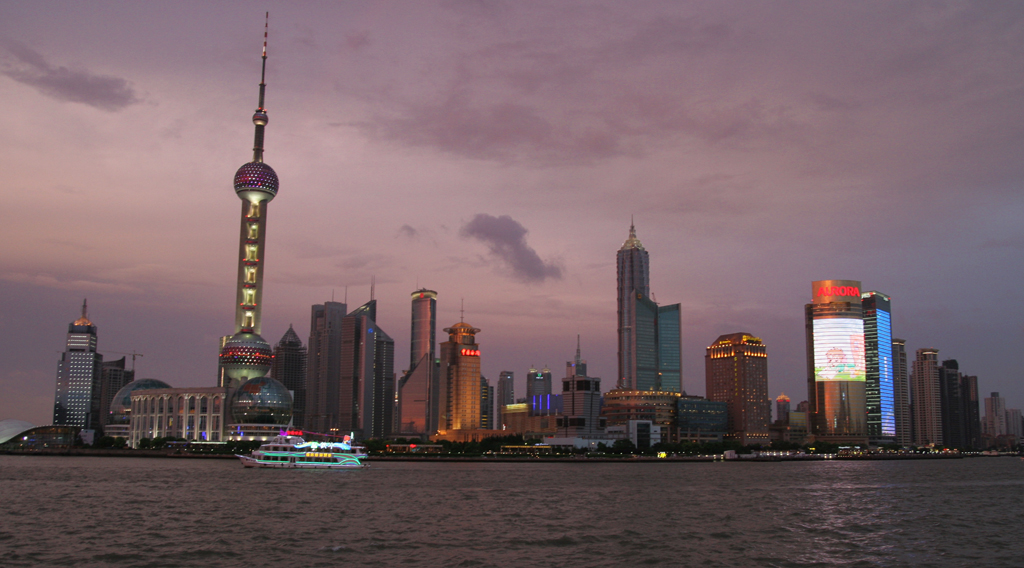
O distrito financeiro de Pudong, em Xangai, o centro financeiro e comercial da China moderna.

O primeiro passo foi transformar a produtividade agrária, região na qual 70% da população trabalhava. No campo as comunas populares perderam a centralidade que haviam tido até então e com a reorganização administrativa foram criadas as Townchips and Villages Enterprises (TVEs), que tinham maior flexibilidade na economia de planejamento central. Isso Incentivou a política salarial para criar um esboço de um mercado consumidor litorâneo. O maior objetivo era aumentar a produção agrícola e criar uma classe de agricultores ou uma espécie de burguesia agrária consumidora e produtora.
O segundo passo, foi a perpetuação das ZEE's, consideradas hoje como verdadeiros "shopping-centers" capitalistas. As zonas econômicas especiais são distritos ou cidades que foram planejadas para receberem inúmeras instalações de empresas de capital misto. Esta medida resultou no aumento da concorrência com as antigas e obsoletas empresas estatais chinesas. As empresas multinacionais visavam e visam a produzir e a exportar a baixos custos devido à presença de mão de obra farta, barata e disciplinada porém desqualificada.
As ZEE's foram implantadas dentro de um modelo de Plataforma de Exportações que se contrapõem ao modelo de substituição de importações posto sem consenso social em alguns países da América Latina, como o Brasil, a Argentina, o México, a Colômbia, o Chile e também na África do Sul (continente africano). Ambos, modelos de industrialização capitalista tardia que aumentam desigualdades sociais e dependência tecnológica e econômica, mas que, ao mesmo tempo, vão eliminando a miséria e pobreza do país.
O terceiro passo, foi investir com apoio de cientistas estrangeiros, europeus e norte-americanos, em novas tecnologias e ciência.
O quarto passo, está sendo garantir a defesa do país por meio de fortes investimentos no setor militar principalmente o nuclear, tanto para fins de produção de energia quanto para criação de armas nucleares.
Tais medidas foram essenciais para que a atual China se transformasse em uma das superpotências emergentes do mundo, dono de uma rica natureza repleta de recursos minerais, uma população gigantesca, e atrativos para os interesses capitalistas neoliberais. Em 1984 China e o Reino Unido assinaram a declaração conjunta que definiu o retorno de Hong Kong ao controle chinês em 1999. Em 1987 foi a vez da China e Portugal assinarem uma declaração conjunta, mas essa foi sobre Macau, que deixou de ser controlada por Portugal e se tornou uma Região  Administrativa Especial da China, assim como Hong-Kong. Mas, da mesma forma que os países que implantaram um modelo de Substituição de Importações, a atual China, com o seu modelo de Plataforma de Exportações, ainda convive com fortes censuras políticas. A ausência da democracia ainda é uma ameaça aos interesses deste país em tornar-se um grande potência econômica, política e tecnológica do século XXI. Há muitas mudanças ainda para serem feitas, principalmente voltadas para as questões dos direitos humanos, sobretudo aquelas referentes às mulheres, aos idosos, às crianças e ao meio ambiente (especialmente referente aos danos atmosféricos, enchentes, desmatamentos, aumento da produção de sedimentos e emissões de carbono).
Após a repressão aos Protestos da Praça da Paz Celestial, em 1989, e a remoção de Zhao Ziyang do cargo de Secretário-geral do Partido Comunista Chinês e sua substituição nesse cargo por Jiang Zemin a implantação das reformas econômicas foi paralisada. Em 1992 Deng Xiaoping, já sem nenhum cargo, mas ainda muito influente no Partido, fez uma série de visitas, Viagem ao Sul de 1992, principalmente as cidades onde tinha sido criadas Zonas Econômicas Especiais, como forma de apoiar publicamente a continuidade das reformas econômicas. O Estado controla o mercado, e o mercado é flexibilizado pela concorrência empresarial que ocorre na China Oriental e não na parte Ocidental (desértica, montanhosa, fria e com nações que lutam para se libertar do domínio chinês há décadas-Tibete, Sian Kiang, Mongólia). Jiang Zemim conseguiu colocar a China na Organização Mundial do Comércio (OMC) em 2001 e isso vem contribuindo bastante para o milagre chinês, justamente em um momento em que a economia do Japão e dos Tigres Asiáticos vêm apresentando baixos índices de crescimentos percentuais do produto interno bruto.